# Леонович Роман Дмитрович

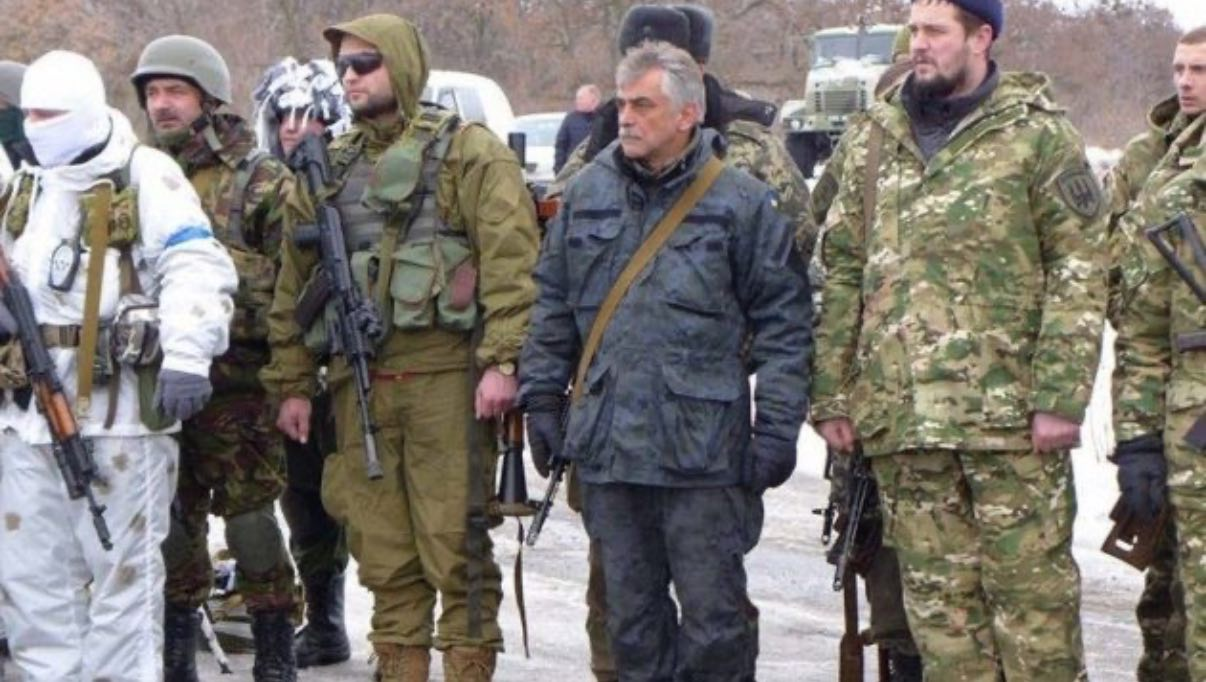
ВОНИ БУЛИ ПЕРШИМИ

Рома́н Дми́трович Леоно́вич — полковник, командир військової частини 3066 (27 бригади) Національної гвардії України, учасник російсько-української війни. Після подій Революції гідності. Брав участь у створенні 1 добровольчого батальйону НГУ, якій в подальшому став основою створення Національної гвардії України в 2014 році.  З 2014 по 2022 1 добровольчий батальйон існував в складі 27 бригади НГУ. В 2015 році на базі 1 добровольчого батальйону НГУ разом з полковником Віктором Толочко, та Командуючім НГУ генерал-полковником Степаном Полтараком створено Батальйон оперативного призначення НГУ ім. Героя України генерал-майора Сергія Кульчицького. В грудні 2016 року Батальйон ОП НГУ ім. Героя України генерал-майора Сергія Кульчицького отримав іменний штандарт від Президента України.
Через 6 місяців після початку Російсько - Української війни 2014 року і висліву "МИ ВАС ТУДИ НЕ ПОСИЛАЛИ" разом з полковником Русланом Козенковим, громадським діячем Дариною Требух та ветераном - підприємцем військовослужбовцем НГУ Сергієм Позняком було створено Громадську організацію Гвардійсько- військове товариство "РЕДЮЇТ".ГО ГВТ "Редюїт" - громадська організація, яка об'єднує людей навколо цінностей захисту держави. Організація, опікується і живе потребами військовослужбовців та ветеранів. Вона заснована людьми, які живуть і працюють у сфері оборони держави, які знають потреби сучасного війська і знають як їх задовольнити.
Організація була заснована ще на початку російсько-української війни. З 2014 року займалася підтримкою ветеранів АТО, ООС та їх сімей. Також організація займалася питаннями реабілітації та оснащення наших захисників.
З початком повномасштабних бойових дій коло задач і викликів, які стали перед нашою організацією, значно збільшилося. Ми займаємось питаннями дооснащення підрозділів, які беруть активну участь в обороні держави від загарбників, організацією логістики, проводимо заходи з інформування та навчання населення.

## Нагороди
За особисту мужність, сумлінне та бездоганне служіння Українському народові, зразкове виконання військового обов'язку відзначений — нагороджений
- 10 жовтня 2015 року — орденом Данила Галицького.